# Цайль-ам-Майн
Цайль-ам-Майн (нім. Zeil am Main) — місто в Німеччині, розташоване в землі Баварія. Підпорядковується адміністративному округу Нижня Франконія. Входить до складу району Гасберге.
Площа — 35,74 км2. Населення становить 5617 ос. (станом на 31 грудня 2020).